# 1021
1021 (MXXI) var ett normalår som började en söndag i den julianska kalendern.

## Händelser

### Okänt datum
- Al-Hakim bi-Amr Allah, den sjätte fatimidiske kalifen av Egypten försvinner under en resa till al-Muqattambergen. Han antas vara avliden och efterträds av Ali az-Zahir. Druserna tror dock att han har blivit gömd av Allah, och börjar att dyrka honom på Libanons berg.
- Mahmud av Ghazni invaderar och erövrar Multan och Punjab.
- Abd ar-Rahman IV blir ny kalif av Córdoba.
- Sitt al-Mulk blir Egyptens första kvinnliga kalif.

## Födda
- Eudokia Makrembolitissa, bysantinsk kejsarinna.

## Avlidna
- 16 mars – Heribert, biskop av Köln.[1]
- Adela av Hamaland, grevinna av Hamaland.

### Fotnoter
1. ↑  ”Chronology of World History”. Arkiverad från originalet den 12 oktober 2011. https://www.webcitation.org/62NLU2AIL?url=http://www.islandnet.com/~KPOLSSON/worldhis/wor1000.htm. Läst 18 juli 2011.